# Naze'at
Naze'at 6-H y Naze'at 10-H/Mushak-120/Iran-130 (persa: نازعات, literalmente "Aquellos que arrancan", en referencia a los ángeles que arrancan las almas de los malvados) son dos cohetes de artillería iraníes de largo alcance con un alcance de unos 100 km. El Naze'at 10-H es más grande, más potente y tiene un alcance mayor que el Nazeat 6-H. Al igual que los cohetes Zelzal de forma similar de Irán, los cohetes Naze'at no tienen un sistema de guía. Ambos sistemas también son ampliamente conocidos sin el sufijo -H, como Naze'at 6 y Naze'at 10. Los iraníes también han desarrollado otra versión de 500 kg llamada Mushak-160 con un alcance de 160 km.

## Historia
La familia Naze'at se desarrolló durante la década de 1980 con ayuda china en un intento de construir un equivalente del misil FROG-7.